# Moonbase
Moonbase est un jeu vidéo de gestion de type city-builder développé par Wesson International et publié sur IBM PC et Amiga par Mindscape en 1990. Développé avec l’aide de contractuels de la NASA, le jeu reprend le principe de SimCity (1989) en l’adaptant à la gestion réaliste d’une colonie lunaire. Le joueur se voit ainsi confier la construction d’une colonie à la surface de la Lune dont il doit notamment gérer l’approvisionnement en oxygène et en eau, le chauffage et le refroidissement tout en créant un assemblage de dortoirs, de laboratoires de recherche, de groupes électrogènes et d’autres bâtiments. À sa sortie, il fait l’objet d’une critique positive du journaliste Scott Pelland dans le magazine Computer Gaming World qui le décrit comme « une simulation réaliste et difficile » avec des graphismes réussis et « une pincée de fantaisie ». Dans le même magazine, Evan Brooks le décrit l’année suivante comme la simulation de construction dans l’espace « la plus réaliste et la plus détaillée » jamais produite. 
Une version améliorée du jeu, baptisée Lunar Command, est publiée en 1993.

## Accueil
| Moonbase        |      |       |
| Média           | Pays | Notes |
| Amiga Action    | GB   | 83 %  |
| Amiga Computing | GB   | 95 %  |
| CU Amiga        | GB   | 78 %  |
| Gen4            | FR   | 82 %  |
| Joystick        | FR   | 87 %  |